# Zatypota bohemani
Zatypota bohemani är en stekelart som först beskrevs av Holmgren 1860.  Zatypota bohemani ingår i släktet Zatypota och familjen brokparasitsteklar. Arten är reproducerande i Sverige. Inga underarter finns listade i Catalogue of Life.